# 灰白独活
灰白独活（学名：Heracleum canescens）为伞形科独活属的植物。分布在中国大陆的西藏等地，生长于海拔3,200米的地区，多生于林下路旁及林间空地，目前尚未由人工引种栽培。